# Evaluative Konditionierung
Die Evaluative Konditionierung beschreibt einen psychologischen Effekt, bei dem die wiederholte Kopplung eines neutralen Reizes mit einem affektiv geladenen Reiz dazu führt, dass auch der ursprünglich neutrale Reiz die affektive Bedeutung des geladenen Reizes annimmt. Dabei wird der zunächst neutrale Reiz unkonditionierter Stimulus genannt, während der affektiv bedeutsame Reiz den konditionierten Stimulus bildet. In einem frühen Experiment aus der Werbepsychologie zeigen Shimp et al. (1991), dass die visuelle Paarung des unkonditionierten Stimulus einer unbekannten Marke mit dem konditionierten Reiz eines Sonnenuntergangs dazu führt, dass die Marke die affektive Bedeutung des Sonnenuntergangs übernimmt.